# شاکنتال
شاکنتال (به آلمانی: Schackenthal) یک منطقهٔ مسکونی در آلمان است که در آشرسلبن واقع شده‌است. شاکنتال ۳۳۵ نفر جمعیت دارد.